# Vili Beroš
Vili Beroš (Split, 13. prosinca 1964.) hrvatski je liječnik i političar, ministar zdravstva u 14.,15. i 16. Vladi Republike Hrvatske u službi od 28. siječnja 2020. do 15. studenoga 2024. godine.
Dana 15. studenoga 2024. godine smijenjen je uslijed akcije USKOK-a koja je, među ostalim, dovela do njegovog uhićenja u ranim jutarnjim satima. Privremeno ga je zamijenila državna tajnica Irena Hrstić, koja je nekoliko dana kasnije službeno kandidirana za ministricu. Europsko javno tužiteljstvo pokrenulo je paralelno s USKOK-om akciju protiv Beroša, kao i protiv sedam drugih liječnika, zbog zločinačkog udruživanja. Beroša se tereti za primanje mita.
Prema reportaži časopisa Express, Beroš je bio član Lože "Pravednost", koja radi pod okriljem Velike lože Hrvatske.